# George Finnegan
Pour les articles homonymes, voir Finnegan.
George Finnegan est un boxeur américain né en septembre 1881 et mort le 28 février 1913 à San Francisco, Californie.

## Carrière
Il remporte aux Jeux olympiques d'été de 1904 à Saint-Louis la médaille d'or en poids mouches et la médaille d'argent en poids coqs.

## Palmarès

### Jeux olympiques
- Jeux olympiques de 1904 à Saint-Louis (poids mouches)